# Hagström
För andra betydelser, se Hagström (olika betydelser).

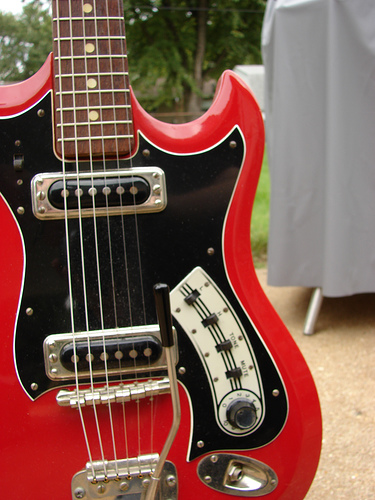
Hagström II.

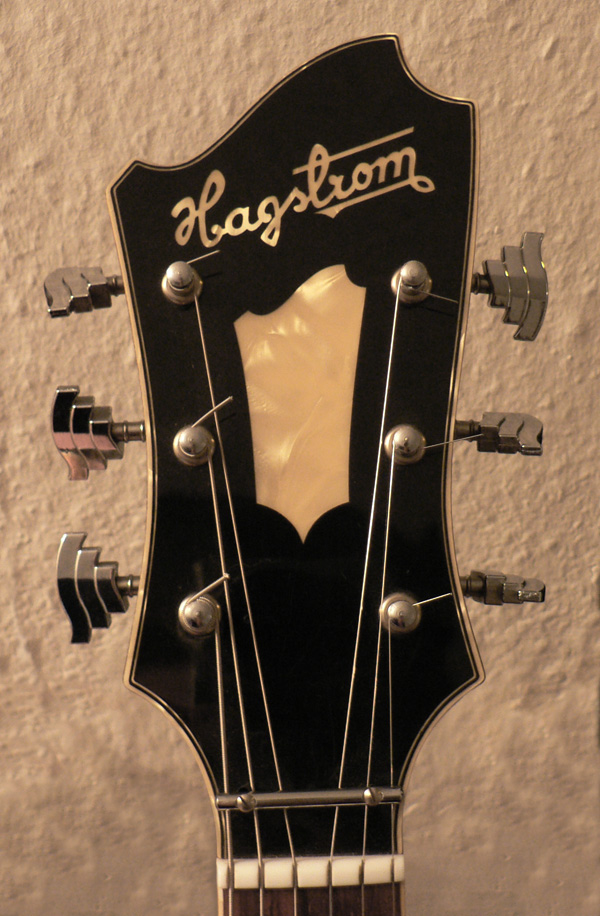
Huvudet på en Hagström Viking.

Hagström är ett varumärke för musikinstrument som elgitarrer, elbasar och dragspel samt PA-utrustning som tillverkades av AB Albin Hagström. Under perioden 1925–1983 byggdes över 700 000 dragspel och 125 000 solida och halvakustiska elgitarrer, samt 30 500 förstärkare, högtalare, mixerbord och ekomaskiner. Förutom i Älvdalen hade man i Sverige även tillverkning i Orsa, Falun och Solna, samt i Köpenhamn, Oslo, Helsingfors, England och USA. 
Försäljningen av företagets produkter ombesörjdes i Norden av en egen detaljhandelskedja, Hagström Musik, och internationellt av ett världsomspännande nät av grossister och återförsäljare.
Varumärket licensieras sedan 2006 av det svenska företaget Tricor AB som tillverkar elgitarrer och elbasar, både baserade på de ursprungliga modellerna samt helt nyutvecklade. Tillverkningen sker nu i Asien och sedan 2020 återigen även i Sverige.

## Dragspelsepoken
Albin Hagström började 1921 med att importera tyska och italienska dragspel, men redan 1925, samma år som Firma Albin Hagström startades, började han samarbeta med italienska dragspelstillverkare för att utveckla ett dragspel speciellt framtaget för den svenska marknaden. De italienska Paolini-spelen man importerade väckte Albins Hagströms intresse för pärlemorimitationer, färgsprakande celluloidpaneler och nyskapande formgivning. Detta skulle få ett stort inflytande över designutvecklingen hos företagets dragspel, gitarrer och elbasar.

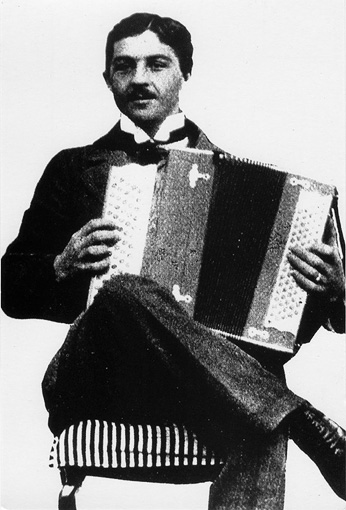
Calle Jularbo, Sveriges förmodligen mest kände dragspelare genom tiderna, var en flitig brukare av Hagströms dragspel. Spelet på bilden är dock av okänt fabrikat.

Idén slog väl ut och efterfrågan på Hagströmspelen ökade lavinartat. Albin Hagström kunde inleda uppbyggnaden av en detaljhandelskedja i Sverige och 1928 invigdes Norway A/S A Hagström i Oslo. Det tillverkades även akustiska gitarrer i egen fabrik utanför Oslo mellan 1940- och 1960-talen. I Köpenhamn etablerades A/S A Hagström 1933 och Finland följde efter 1938 med O/Y Hagström AB i Helsingfors. Hagströms första svenska butik öppnades 1931, då man tog över en affär från Calle Jularbo. Med tiden skulle det dock komma att anses vara bättre att denna butik övergick i egen regi och 1934 övergick Stockholmsbutiken till att drivas som ett självständigt dotterbolag.
Stigande efterfrågan i Norden gjorde att Albin Hagström 1932 påbörjade egentillverkning av dragspel i och med öppnandet av fabriken i Älvdalen och de 45 första spelen, av modellen Excellent, tillverkades. Samma år omvandlades firman till aktiebolag och namnet ändrades till AB Albin Hagström.
1936 kom de två italienska dragspelsbyggarna Virgilio Verri och Orlando Gratti till fabriken i Älvdalen. Under deras ledning effektiviserades och moderniserades produktionen. De stannade på hemvägen till i Stockholm och startade där upp Accordiafabriken. När denna kommit i gång erbjöd man Hagström att köpa den. 1938 övertog AB Albin Hagström dragspelsfabriken Accordia i Stockholm. Efter Hagströms övertagande expanderade Accordia snabbt, med nyanställningar och flytt till rymligare lokaler som följd. Några år senare införlivades hela Accordiarörelsen i AB Albin Hagström.
1939 etablerade man sig i USA med Hagstrom Music Company Inc. i Rockefeller Center i New York. Ungefär samtidigt startades Albin Hagstrom Inc. i Jamestown. Planerna på USA-etableringen hade funnits länge men våren 1940 avbröts satsningen på grund av andra världskriget. De som skulle sköta verksamheten förskingrade alla tillgångar. När kriget var över skickades Sven Hillring i augusti 1946 över Atlanten för att återuppta verksamheten. En ny fabrik i Jamestown tillverkade dragspel fram till hösten 1949, då verksamheten upphörde efter svårigheter orsakade av lagstiftning rörande import och export.

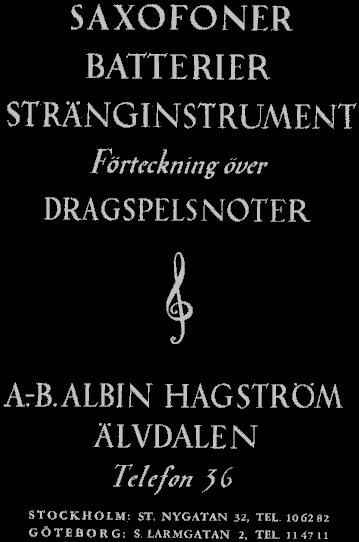
Omslaget till en Hagströmkatalog 1942.

Under 1940- och 1950-talen öppnades allt fler butiker i Sverige och övriga Norden, samtidigt som man expanderade på övriga marknader. När affärerna gick som bäst hade Hagström 48 egna butiker i de nordiska länderna. Utöver företagets eget sortiment innehade man också importagenturer för gitarrer från flera utländska tillverkare. 1952 nåddes produktionstoppen med 15 000 tillverkade dragspel.
Spelen såldes under femtiotalet med italienskt klingande modellnamn som Rosita, Castello, Consul och Constella.
Under denna period startades i anslutning till Hagströmsbutikerna även en rad dragspelsskolor. Man räknar med att fler än 70 000 personer lärde sig spela dragspel på en Hagströmkurs. I anslutning till affärskedjan Hagström Musik startades en musikskola, som blev förebild för den kommunala musikskolan. Hagström var under denna period dominerande på marknaden och varumärket blev med tiden allt starkare. För att kunna tillgodose efterfrågan etablerades tillverkning på flera platser runt om i Norden.
Grundaren Albin Hagström avled 1952, 47 år gammal. Erik Wisén tog över som VD och med honom trädde företaget in i en ny tidsålder. 

## Hagströms dragspel
- 1930-talet
  - Exellent, det första Hagströmspelet som tillverkades i Sverige
  - Granesso

- 1940-talet
  - 389-31
  - Granesso 70
  - Accordia Superior och Extra

- 1950-talet
  - Castello och Minor, vilket byggdes i Italien
  - Skandia
  - 773 och 813
  - Constellation, Marita och Rosella
  - Master 4/5
  - Rigoletto I, II och III
  - Rosita och Rosita II
  - Consul Maestro och Consul Maestoso
  - Constella II och Estrella
  - Accordia Royal
  - Super Cromatic, det sista dragspel Hagströms tillverkade och som anses vara den bästa modellen
  - Walter Special 40, som är uppkallat efter den välkända samtida dragspelaren Andrew Walter

## Kända användare av Hagströms dragspel
- Calle Jularbo
- Erik Frank
- Leif "Burken" Björklund
- Andrew Walter
- Toralf Tollefsen
- Arnstein Johansen
- Mogens Ellegaard
- Ernst Borgström
- Stefan Nykvist
- Gunnar Frick

## Gitarrepoken

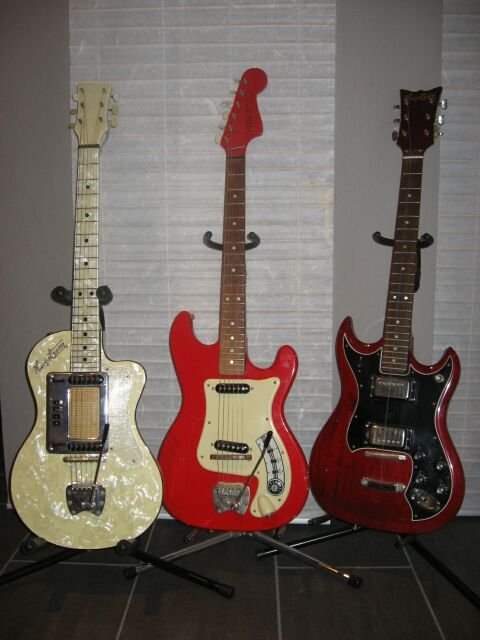
Tre generationer Hagströmgitarrer - en Standard 80 från 1960, en Kent II från 1964 och en HIIN OT från 1975.

I och med rockmusikens intåg i Sverige under 1950-talet började kundernas intresse för dragspelen att svalna. På Hagströms viktigaste exportmarknad, USA, kunde man inte längre sälja instrumenten. I Hagströms sortiment fanns sedan länge även akustiska gitarrer, både av egen produktion i Älvdalen och från fabriken i Oslo. Gitarrer tillverkade av andra företag (till exempel Bjärton) såldes också under eget namn, och dessutom importerades elgitarrer som till exempel Gibson. Steget att ställa om dragspelsproduktionen för att i stället börja tillverka elgitarrer var därför inte långt.
Den första Hagström-elgitarren, som lanserades 1958 under namnet Hagström DeLuxe, var tydligt inspirerad av Gibson Les Paul, men med en helt egen formgivning i detaljerna. Den mest uppenbara skillnaden var Hagströmgitarrernas färgsprakande celluloidbeklädning, som funnits på dragspelen, något som med tiden gav Hagströms gitarrer epitetet The Glitter Guitars (glittergitarrerna). Mindre uppenbara egenheter var en greppbräda i hård nylon och plexiglas - en så kallad Speed-O-Matic greppbräda; en patenterad, H-formad dragstång och en likaledes patenterad modulär pickup konstruktion. En del av formgivningen sköttes av Arne Hårdén.
DeLuxe blev en marknadsframgång för företaget och följdes 1959 av Hagström Standard (även kallad Sweetone) och 1961 av elbasvarianter av DeLuxe och Standard. När popmusiken gjorde sitt intåg i Sverige på 1960-talet tillverkade Hagström omkring 7 000 gitarrer per år. Ungefär 90 procent av dessa exporterades till europeiska länder som England, Frankrike, Italien och Tyskland men även Mexiko och Argentina var viktiga marknader. I USA sköttes försäljningen av agenten Unicord, som under många år köpte in stora delar av produktionen.  

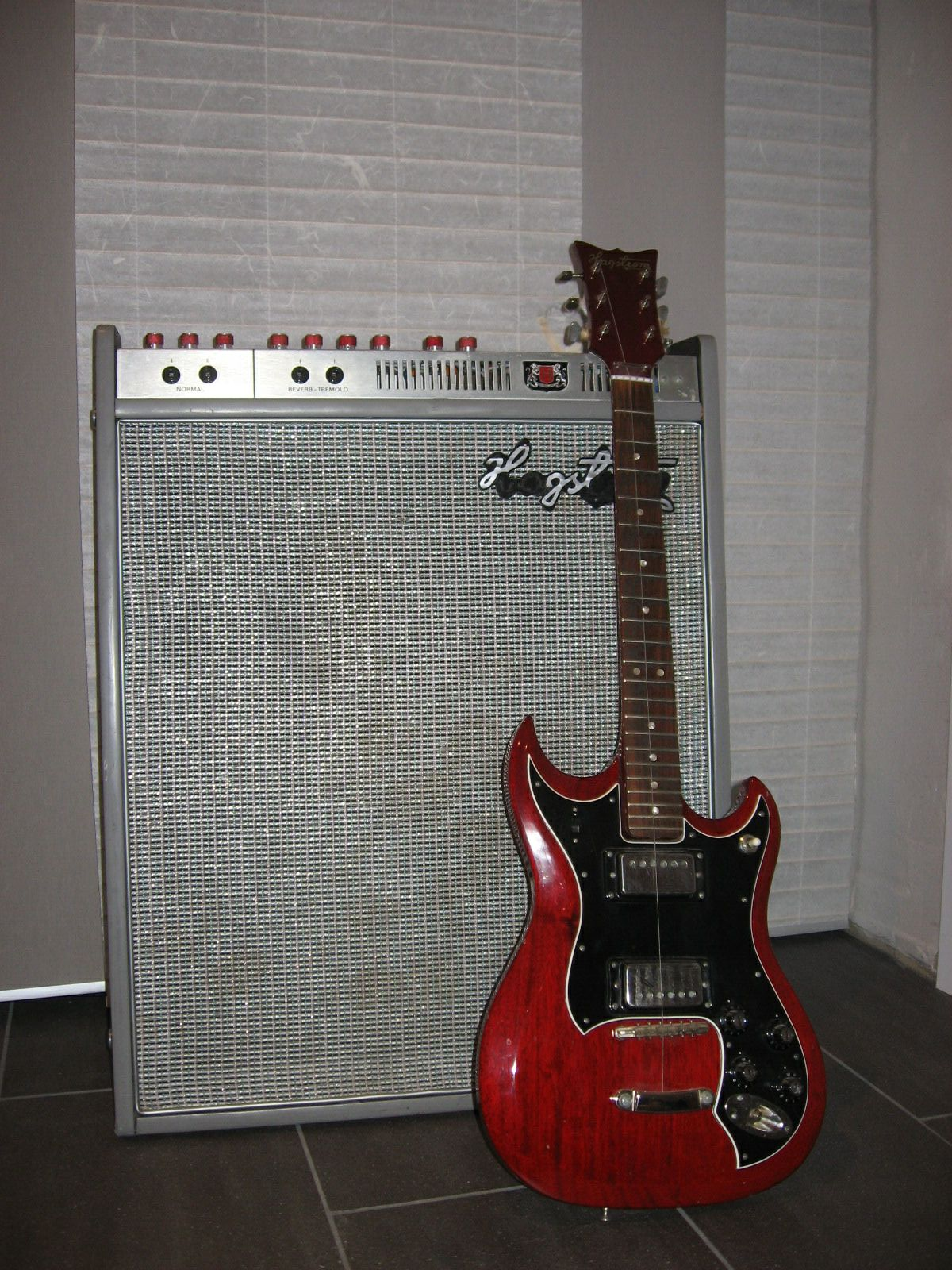
Gitarr Hagström II N OT tillverkad 1975 och förstärkare GT225 tillverkad 1972.

1962 lanserades modellen Kent med en mer Fender Stratocaster-inspirerad design och 1963 introducerades Hagström Corvette och Hagström Impala, två modeller med en helt egen design.
Parallellt med gitarrtillverkningen utvecklade man förstärkare, högtalare, mixerbord och ekomaskiner, som snabbt gjorde entré i musikvärlden. Med den tidens färgmode tilltalade produkterna den uppväxande tonårsgenerationen under 1950- och 1960-talen. Flera av dåtidens stora stjärnor använde Hagström vid konserter och TV-framträdanden. När Elvis Presley klev upp på scenen med en röd Hagström Viking II kring halsen i sin TV-sända Elvis Presley Comeback Television Special 1968, var Hagström redan ett välkänt och respekterat varumärke. Några år senare, 1974, levererade företaget all ljudutrustning till Abba:s första världsturné.
1958 återvände Albin Hagströms son, Karl-Erik Hagström, till Sverige efter några månader i USA där han arbetat med att etablera Hagström som varumärke på den amerikanska marknaden. Hans kontakter där banade väg för företagets erövrande av agenturer för märken som Fender, KORG och Pearl i Sverige. 1966 övertog han ledningen av AB Albin Hagström efter Erik Wisén. Man experimenterade med åtskilliga olika material och lackeringar på instrumenten, och var snabb att anamma utvecklingen inom elektroniken i företagets produkter.
Över tiden försvann flera av Hagströmgitarrernas särdrag. Den glittriga lacken och plastklädda kroppen försvann mot slutet av sextiotalet liksom de modulära pickuperna, men den H-formade dragstång som tillät Hagström att producera gitarrvärldens kanske tunnaste halsar blev kvar. 
Trots det vikande intresset och framgången med gitarrer fortsatte man parallellt att utveckla nya dragspel så länge det var möjligt, men 1968 lanserade man sitt sista dragspel, Super Cromatic, som producerades till 1971, då dragspelstillverkningen upphörde. Super Cromatic anses i dag vara ett av de bästa dragspel som någonsin tillverkats. 

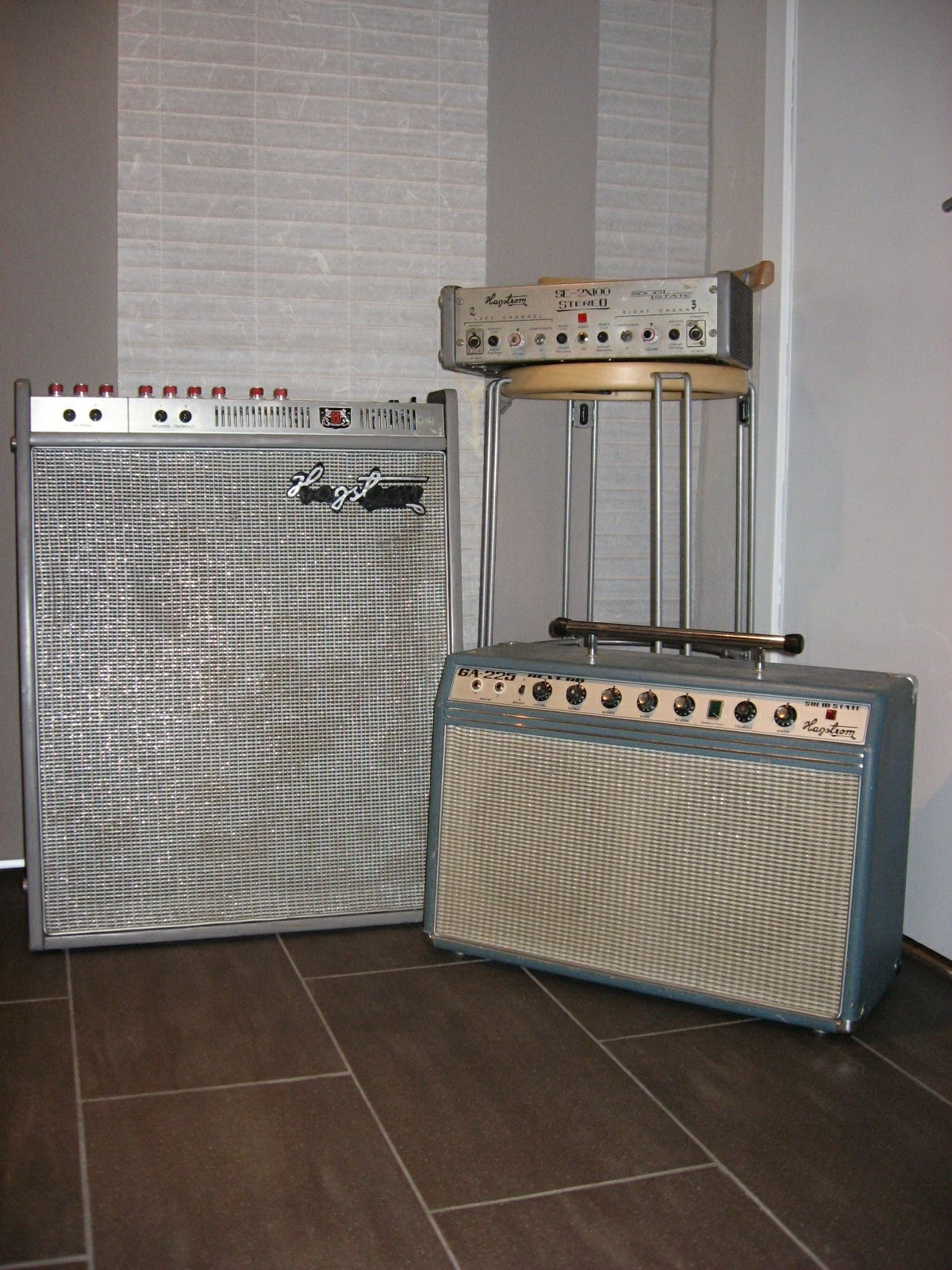
Tre Hagströmförstärkare, en GA225 från 1969, en GT225 från 1972 och en Stereo 2x100W från 1976.

1968 presenterades en världsnyhet: den första serieproducerade åttasträngade elbasen, Hagström 8. Med den amerikanska gitarrbyggaren Jimmy D'Aquisto som designer lanserade Hagström 1969 den halvakustiska jazzgitarren Jimmy på marknaden. 1970 introducerades Hagström Swede och Swede Bass, bägge inspirerade av Gibson Les Paul. 1976 utvecklade man i samarbete med Ampeg en klon mellan en gitarr och en  synthesizer, Hagström Patch 2000. När en sträng kom i beröring med banden på greppbrädan, skapades en signal, som vidarebefordrades till förstärkaren. Gitarren var inte mogen för en kommersiell succé, men den gav Hagström stor internationell publicitet för sin innovativa konstruktion.
Under 1970-talet utvecklade man också ljudanläggningar för konsertbruk. Kända från denna period är bland annat PA-systemen Super Professional Line och PA-2000 med 8-kanals stereomixer och stereoeko. Abba:s användning av företagets ljudanläggningar på världsturnén 1974 gav varumärket en exponering utan motstycke.
I och med Hagström Super Swede 1977 presenterade man sitt flaggskepp. Den var en vidareutveckling av Swede från 1970. Med denna gitarr hade man utvecklat instrumentet till dess fullkomlighet. Åren 1980–1983 var den Hagströms sista serieproducerade gitarr. Super Swede hette från början Swede Deluxe, men efter att ha testats av tidningen International Musician and Recording i november 1978, där skribenten var så imponerad av gitarren att han helt enkelt kallade den Super Swede, ändrade Hagström namnet.
Pressad av konkurrenterna från Asien, som för en billig penning masstillverkade musikinstrument, och snabbt fann sig på den europeiska marknaden, tvingades Hagström slå igen portarna 1983. På initiativ av den kanadensiska distributören Erikson Music utvecklades en prototyp, Hagström Ultra Swede mfl, som på försöksbasis tillverkades i Japan, men på grund av kvalitetsproblem avbröts produktionen snart.
Ett stycke svensk industrihistoria gick därmed i graven, men gitarrmärket lever vidare i regi av TRICOR AB som licensierat varumärket och nu vidareutvecklar och tillverkar flera av modellerna.

## Gitarrmodeller fram till 1983

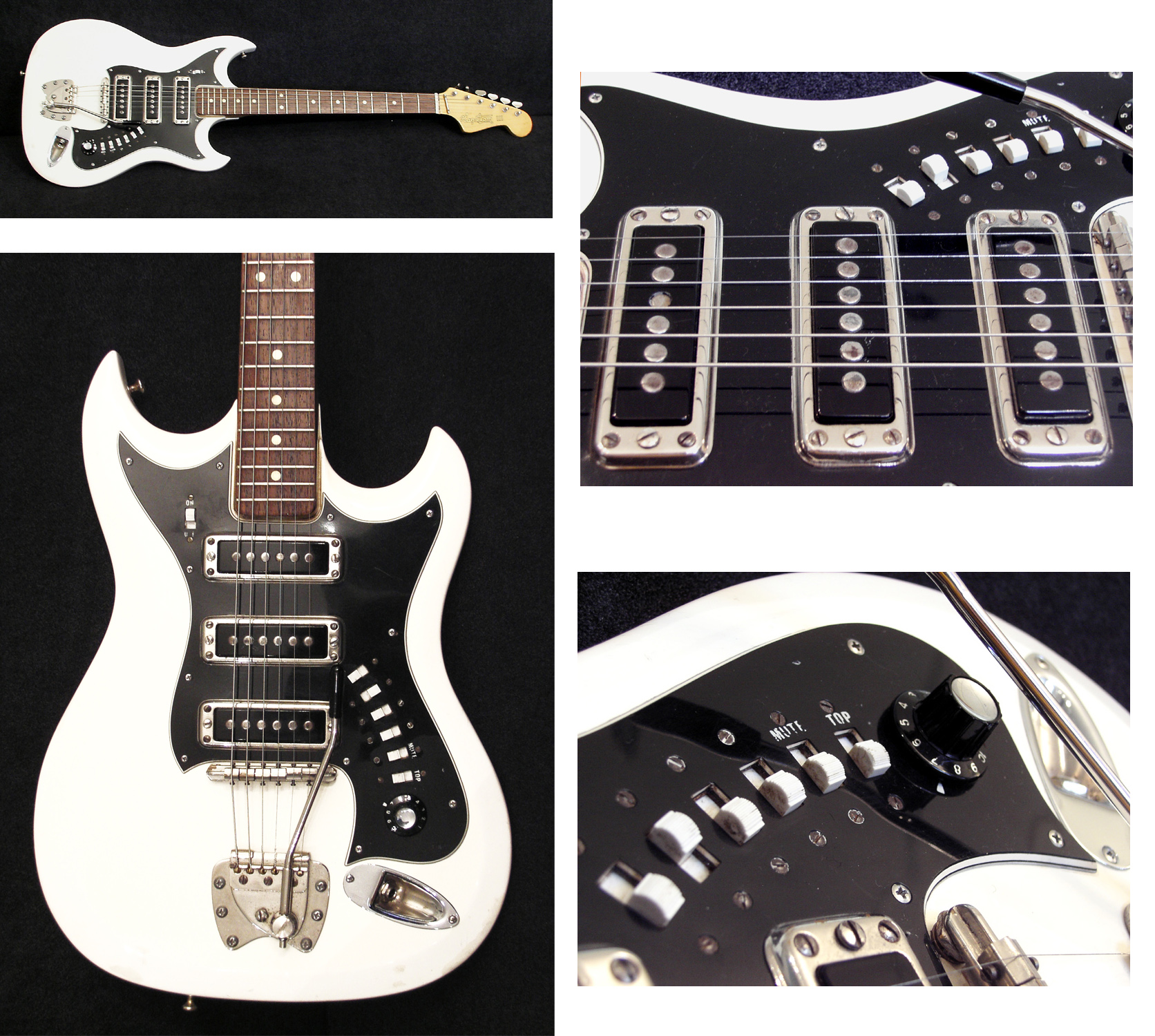
Detaljer på en Hagström III tillverkad 1969.

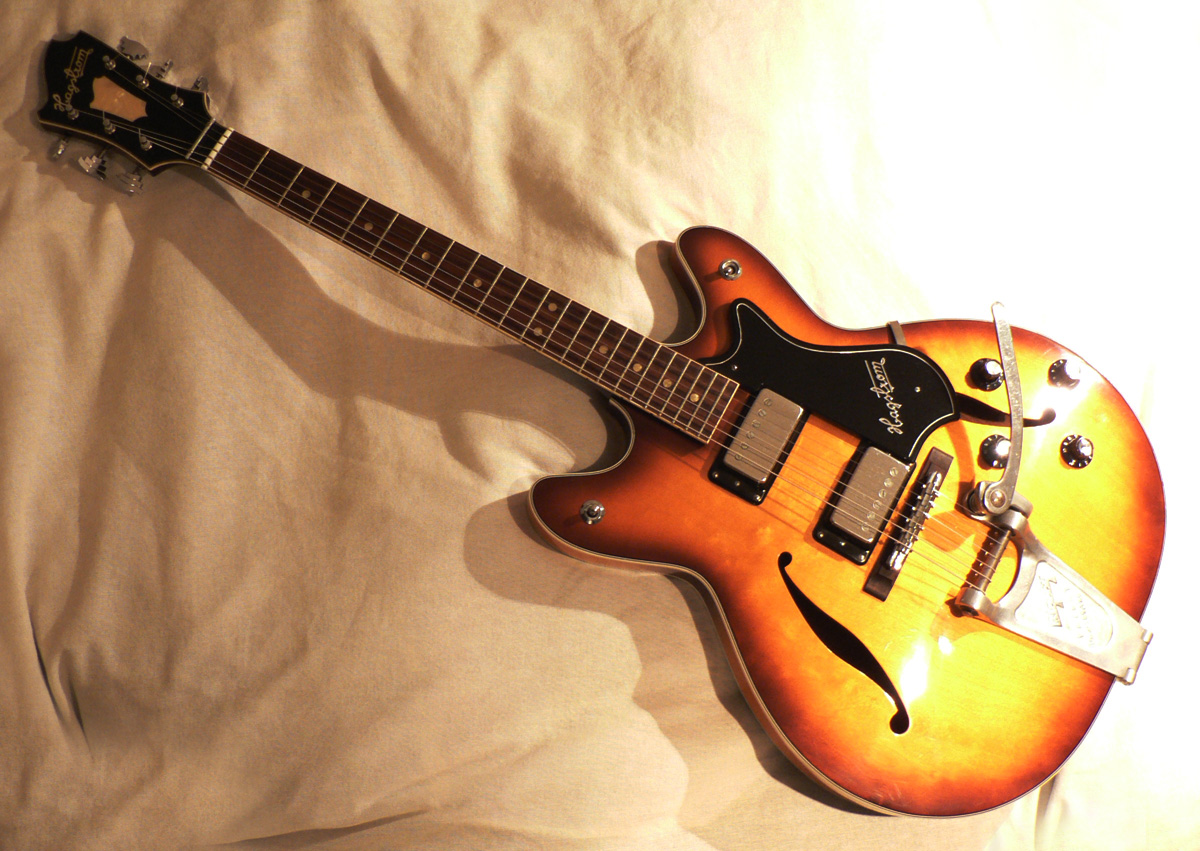
Hagström Viking - Hagströms första halvakustiska gitarr.

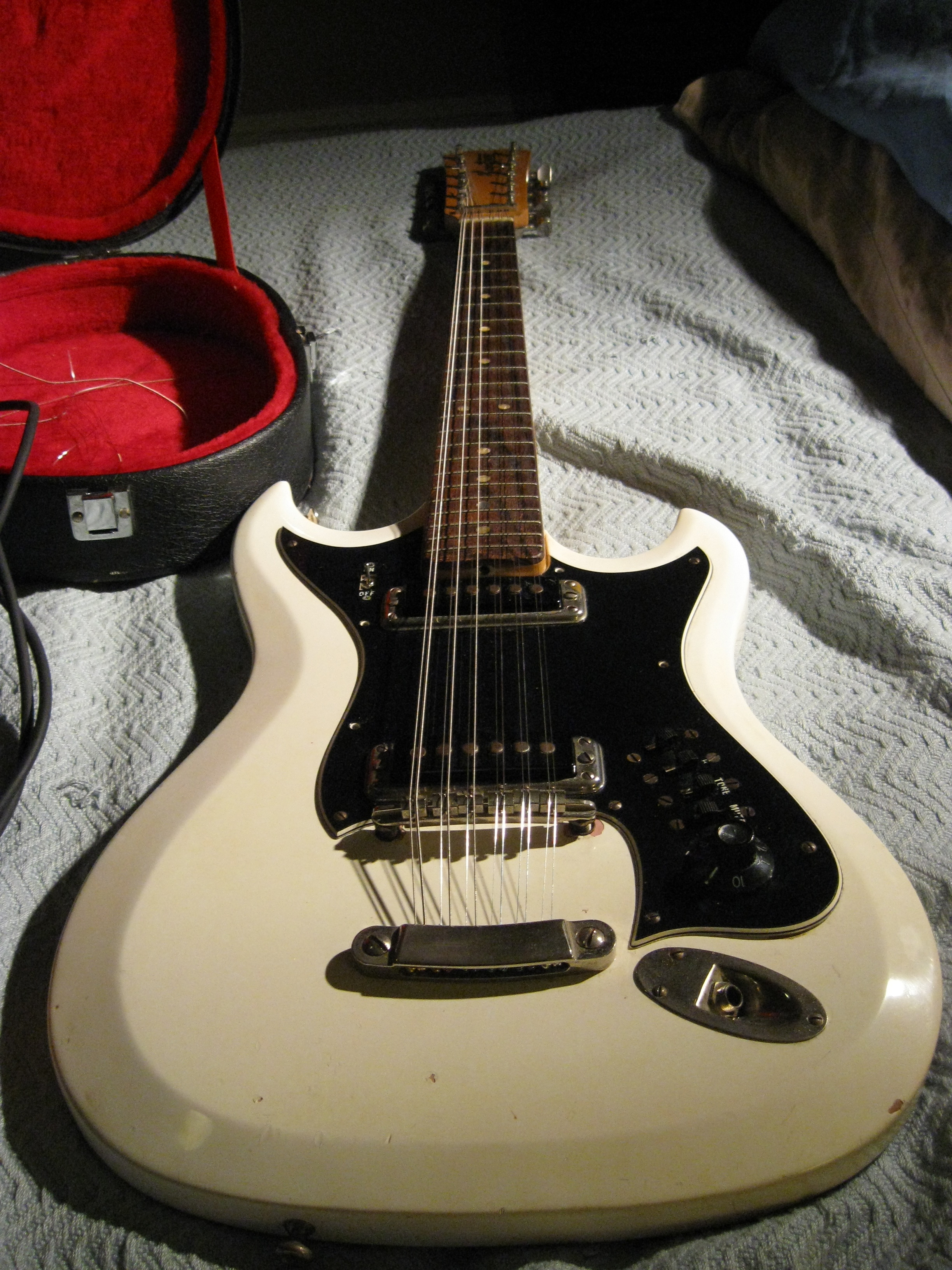
Hagström 12.

Hagströms modellflora fram till 1983 är erkänt komplicerad och förvirrande. Gitarrerna såldes under olika namn på olika marknader, de var enkelt omkonfigurerbara vilket till exempel gjorde att man i USA under en period saluförde hela femtio olika men snarlika modeller. Man hade också en relativt organisk produktutveckling där förändringar gjordes på existerande modeller som sedan plötsligt fick byta namn och samma gitarr kunde samtidigt säljas under det gamla och det nya namnet. Att göra en strikt kronologisk översikt är därför omöjligt, och nedanstående lista får ses mer som ett försök att markera de mest karakteristiska modellerna.
| Elgitarrer             |                 |                  | |
| Namn                   | Produktionsår   | Typ              | Kommentar |
| DeLuxe                 | 1958-62         | semi-solid/solid | Såldes i USA under namnet Goya |
| Standard               | 1959–1969       | semi-solid/solid | Kallas ibland Sweetone |
| DeLuxe A               | 1962            | semi- solid      | Fick smeknamnet Batman på grund av sin speciella huvudform |
| Kent'                  | 1962–cirka 1969 | semi-solid/solid | Dessa modeller överlappar i viss utsträckning varandra. Gitarrerna såldes under alternativa namn på andra marknader: Futurama, F och Guild Cromwell. Hagström 12 var en tolvsträngad variant av Hagström II. |
| Hagström I, II och III | 1965–1971       | solid            | Dessa modeller överlappar i viss utsträckning varandra. Gitarrerna såldes under alternativa namn på andra marknader: Futurama, F och Guild Cromwell. Hagström 12 var en tolvsträngad variant av Hagström II. |
| Hagström 12            | 1966–1967       | solid            | Dessa modeller överlappar i viss utsträckning varandra. Gitarrerna såldes under alternativa namn på andra marknader: Futurama, F och Guild Cromwell. Hagström 12 var en tolvsträngad variant av Hagström II. |
| Impala                 | 1963–1967       | solid            | |
| Corvette               | 1963–1967       | solid            | Såldes i USA som Condor |
| Automatic              | 1963–1965       | solid            | Korsning av Impala och Corvette föreslagen av Ben Davis, ägare av distributören Selmer i London. Gitarren producerades exklusivt för Selmer                                                                  |
| Viking                 | 1965–1979       | halvakustisk     | Viking, Viking 1, Viking II, Viking DeLuxe och Viking I N |
| Jimmy                  | 1969–1979       | halvakustisk     | Designad av Jimmy D'Aquisto |
| Swede                  | 1970–1982       | solid            | |
| Swede Patch            | 1976–1979       | solid            | Klon mellan synthesizer och gitarr |
| Super Swede            | 1977–1983       | solid            | |
| Scandi                 | 1976–1980       | solid            | Utveckling av Hagström III |
| Partner                | 1979            | solid            | I stort sett en Hagström II |
| Ultra Swede            | 1983            | solid            | Endast prototypmodeller |

### Elbasar
Hagströms elbasar baseras på gitarrmodellerna och har i stort sett samma data som motsvarande gitarrmodell.
| Elbasar                      |               | |
| Namn                         | Produktionsår | Kommentar |
| Hagström DeLuxe              | 1961          | Hagströms första bas. Speed-O-Matic greppbräda                                                               |
| Hagström                     | 1961          | Speed-O-Matic greppbräda                                                                                     |
| PB-24-BG                     | 1962–1964     | Baserad på Gitarren Kent. Såldes i USA som Hagström FB. 2545 exemplar producerades.                          |
| Kent IB                      | 1964–1966     | Nytt namn på PB-24-BG. 2425 tillverkades                                                                     |
| Hagström IB                  | 1965–1966     | Nytt namn på Kent IB, och ny huvudform. 3314 tillverkades                                                    |
| Coronado I                   | 1963–1965     | 4 strängad bas baserad på Impala gitarren. Speed-O-Matic greppbräda                                          |
| Coronado II                  | 1963–1965     | 6 strängad variant av Coronado I. Speed-O-Matic greppbräda                                                   |
| Coronado IV och VI           | 1965–1970     | Nya namn på Coronado I och Coronado II                                                                       |
| Concorde och Concorde DeLuxe | 1965–1971     | Halvakustisk bas baserad på Viking.                                                                          |
| Hagström II B                | 1965–1970     | Såldes i USA under namnet F-400                                                                              |
| Hagström 8                   | 1967–1969     | Världens första åttasträngade bas. 2199 producerades                                                         |
| Hagström II BN               | 1969–1976     | Baserad på gitarrmodellen HII.                                                                               |
| Hagström Jazz Bass           | 1973–1977     | Baserad på gitarrmodellen Scandi                                                                             |
| Hagström Scanbass            | 1977–1978     | Jazz Bass under nytt namn.                                                                                   |
| Hagström Swede bass          | 1971–1976     | Baserad på gitarrmodellen Swede.                                                                             |
| Super Swede Bass             | 1980–1983     | Detta var den sista bas man byggde. Anses vara den bästa bas Hagström tillverkat. 356 exemplar producerades. |

## AB Albin HagströmsSenare verksamhet och avknoppningar
1984 hade företaget återgått till den verksamhet man bedrev när företaget startades 60 år tidigare. Man importerade nu dragspel från Tyskland och Italien. Butikskedjorna såldes, och om de anställda önskade ta över verksamheten fick de göra det. Före detta anställda i Älvdalen grundade två företag. AB Albin Hagström startade Musitech och sålde bolaget till Rolf Lindhamn. Musitech innehade Sverigeagenturen för de välkända gitarrmärkena Aria och Guild. Amtech startades av Per-Åke Olsson, tidigare elektronik-konstruktör hos Hagström, som bland annat konstruerade utrustning som användes 1974 för Abbas första världsturné och apparatur som PA-2000 och Bengt Eriksson, tillverkar PA-anläggningar och säljer ljusanläggningar för diskotek samt datorprodukter. Per-Åke Olsson var delaktig i konstruktionen av AB Albin Hagströms sista stora internationella succé, gitarren Hagström Super Swede, som fortfarande tillverkas och säljs under samma namn av Tricor AB.
AB Albin Hagström är fortfarande verksamt, men fungerar nu som förvaltningsbolag för företagets fastigheter i Sverige, Norge och Danmark.

## Hagström idag - Licenstillverkade gitarrer och basar
Sedan 2006 finns nytillverkade Hagströmgitarrer på marknaden. Varumärket licensieras sedan 2003 av det Svenska företaget Tricor AB. Elgitarrer och elbasar baserade på de ursprungliga modellerna tillverkas i Asien och distribueras internationellt av Tricor AB. Den första serien baserades på de klassiska Hagströmmodellerna Swede och Viking. Förutom elgitarrer och elbasar baserade på de ursprungliga modellerna tillverkas även akustiska gitarrer som inte har samma koppling till Hagströms tidigare verksamhet under namnet Hagström. Gitarrerna har även i sin nya form kvar många av de unika detaljer som utmärkte de ursprungliga modellerna, och det mesta av gitarrens detaljer är producerade specifikt för hagströmgitarrerna. Den patenterade h-dragstången finns kvar, pickuperna är egentillverkade och utvecklade utgående från originalpickuperna, stall och vibrato är oftast av egen tillverkning osv.
Förutom Hagström ingår ett tjugotal andra varumärken i Hagströms portfölj.
| Elgitarrer                                    |               |              |                          |
| Namn                                          | Produktionsår | Typ          | Kommentar                |
| Swede                                         |               |              |                          |
| Swede                                         | 2006–         | solid        |                          |
| Swede Tremar                                  | 2006–         | solid        | Med svajarm              |
| Select Ultra Swede                            | 2006–         | solid        | "lyxmodell"              |
| Super Swede                                   |               |              |                          |
| Super Swede                                   | 2006–         | solid        |                          |
| Super Swede Tremar                            | 2006–         | solid        | Med svajarm              |
| Select Super Swede                            | 2006–         | solid        | "lyxmodell"              |
| DeLuxe                                        |               |              |                          |
| DeLuxe                                        | 2006–         | solid        |                          |
| DeLuxe F                                      | 2006–         | semi-solid   | Resonanslåda på bassidan |
| UltraLuxe                                     |               |              |                          |
| Ultra Swede                                   | 2006–         | solid        |                          |
| UltraLux XL-5                                 | 2006–         | solid        |                          |
| Viking II                                     | 2006–         | hollowbody   |                          |
| Viking IIP                                    | 2006–         | hollowbody   |                          |
| F (Tidigare "Hagström II" och "Hagström III") |               |              |                          |
| F-20, F-200                                   | 2006–         | solid        |                          |
| F-200P                                        | 2006–         | solid        | Med svajarm              |
| F-300, F-301                                  | 2006–         | solid        | F-301 med svajarm        |
| Viking                                        |               |              |                          |
| Viking                                        | 2006–         | Halvakustisk |                          |
| Viking DeLuxe                                 | 2006–         | Halvakustisk |                          |
| Viking DeLuxe Tremar                          | 2006–         | Halvakustisk | Med svajarm              |
| Jazz                                          |               |              |                          |
| HL-550                                        | 2006–         | Halvakustisk |                          |
| HJ-500, HJ-500 Tremar                         | 2006–         | Halvakustisk |                          |
| HJ-600                                        | 2006–         | Halvakustisk |                          |
| HJ-800                                        | 2006–         | Halvakustisk |                          |

## Hagströmgitarrer som samlarobjekt
I februari 2017 auktionerades en blå Hagström Standard 80, tillverkad 1960, ut på eBay. Priset för gitarren, som ägts av Nirvanas frontman Kurt Cobain, landade på 80 000 US-dollar (cirka 725 000 kr).
I början av 1990-talet såldes en Hagströmgitarr i USA för en summa överstigande 50 000 US-dollar. Denna gitarr antas vara den röda Hagström Viking II som Elvis Presley använde vid sin TV-sända Elvis Presley Comeback Television Special 1968. Gitarrens proveniens har ifrågasatts.  
I mitten av maj 2007 såldes en Hagströmgitarr till en svensk gitarrsamlare för 60 100 kronor. Gitarren, en Hagström Super Swede från 1981, är lackerad i ett unikt blå-gult rutmönster, färdigställdes samtidigt som företaget tillverkade en gitarr för Frank Zappas räkning.

## Kända användare av stränginstrumenten
- Elvis Presley[18]
- Frank Zappa[18]
- Dweezil Zappa
- Slash
- Kurt Cobain[18][16]
- Jimi Hendrix[18]
- The Beatles
- Franz Ferdinand[19]
- Noel Redding[18]
- Björn Ulvaeus[18]
- Bryan Ferry[18]
- Billy Gibbons[18]
- Dusty Hill[18]
- Ace Frehley[18]
- David Bowie[18]
- Maria Andersson[18]
- Jennie Asplund
- Sven-Ingvars[6]
- Slam Creepers
- Streaplers[20]
- Mark Arm[18]
- Pat Smear[18]
- Mathias Färm[18]
- Steve Hackett
- Mike Rutherford
- Suzi Quatro[18]
- Cardigans[6]
- Owe Thörnqvist[6]
- Larz-Kristerz[21]
- Pernilla Andersson[22]

## Dokumentärfilm
- Hagström - Allt i musik (2004)